# 宗教聯盟
宗教聯盟，初稱宗華教信聯盟，為中華民國第319個政黨，2017年5月16日成立，首任主席為朱武獻。主要訴求為捍衛宗教團體關注的議題與基本價值，以及反同婚。黨員信仰涵蓋一貫道、道教、佛教、基督教等。
2024年5月8日，中華民國內政部公告因宗教聯盟連續4年未依法推薦候選人參加公職人員選舉，已於4月29日依《政黨法》規定廢止政黨備案。

## 參選紀錄

### 2020年中華民國立法委員選舉
區域暨原住民選舉
| 選舉區           | 候選人   | 得票數 | 得票率 | 結果   |
| ---------------- | -------- | ------ | ------ | ------ |
| 臺北市第二選舉區 | 巫超勝   | 394    | 0.20%  | 未當選 |
| 臺北市第四選舉區 | 文祥志   | 246    | 0.10%  | 未當選 |
| 新北市第七選舉區 | 張源益   | 224    | 0.13%  | 未當選 |
| 桃園市第三選舉區 | 李奇峰   | 535    | 0.25%  | 未當選 |
| 臺中市第三選舉區 | 朱立凡   | 323    | 0.16%  | 未當選 |
| 臺中市第六選舉區 | 洪偉富   | 558    | 0.28%  | 未當選 |
| 臺南市第一選舉區 | 蘇志仁   | 389    | 0.22%  | 未當選 |
| 臺南市第二選舉區 | 王章記   | 1,390  | 0.74%  | 未當選 |
| 臺南市第四選舉區 | 林淑娟   | 636    | 0.33%  | 未當選 |
| 南投縣第二選舉區 | 謝福全   | 978    | 0.67%  | 未當選 |
| 高雄市第三選舉區 | 李郭秋蘭 | 319    | 0.14%  | 未當選 |
| 高雄市第八選舉區 | 蔡媽福   | 1,710  | 0.73%  | 未當選 |

全國不分區及僑居國外國民選舉
| 候選人名單                                                     | 得票數 | 得票率  | 提名席次 | 當選席次/總席次 | 當選名單 |
| -------------------------------------------------------------- | ------ | ------- | -------- | --------------- | -------- |
| 朱武獻、翁瑋鍼、呂玲玲、閔代璽、呂錫勳、袁慧心、吳亮儀、陳建平 | 31,117 | 0.2198% | 8        | 0/34            | 無       |